# True Grit (roman)
Pour les articles homonymes, voir True Grit.
True Grit est un roman de 1968 de Charles Portis qui a été publié pour la première fois en feuilleton dans The Saturday Evening Post.
Le roman est raconté du point de vue d'une femme, Mattie Ross, qui raconte l'époque où elle avait 14 ans et cherchait à se venger du meurtre de son père par un scélérat, Tom Chaney. Il est considéré par certains critiques comme « l'un des grands romans américains »,. True Grit est inclus dans la collection des œuvres complètes de Portis de la Library of America.
Le roman a été adapté pour le scénario du film Cent Dollars pour un shérif de 1969 avec John Wayne, Kim Darby et Glen Campbell. Six ans plus tard, en 1975, Wayne reprend son rôle oscarisé de policier borgne, dur et buveur, dans la suite du film, Une bible et un fusil (Rooster Cogburn). En 2010, Joel et Ethan Coen ont écrit et réalisé une autre adaptation cinématographique de True Grit. En novembre 2010, The Overlook Press a publié une édition cinématographique de la deuxième version cinématographique de True Grit.

## Résumé de l'intrigue
L'histoire est racontée par Mattie Ross, une vieille dame célibataire pratiquante qui se distingue par son intelligence, son indépendance et sa force d'esprit. Elle raconte l'histoire de ses aventures cinquante ans plus tôt, en 1878, lorsqu'elle entreprit une quête pour venger le meurtre de son père par un vagabond nommé Tom Chaney. Elle est rejointe dans sa quête par le marshal Reuben J. « Rooster » Cogburn et un Texas Ranger nommé LaBoeuf (prononcé « La-beef »).
Au début de l'histoire de Mattie, Chaney est employé dans la ferme familiale des Ross dans le centre-ouest de l'Arkansas, près de la ville de Dardanelle dans le  comté de Yell. Chaney n'est pas un habile ouvrier agricole, et Mattie n'éprouve que du mépris pour lui, le qualifiant de « déchet » et notant que son père au bon cœur, Frank, l'a embauché uniquement par pitié. Un jour, Frank Ross et Chaney se rendent à Fort Smith pour acheter des chevaux. Ross emporte 250 $ avec lui pour payer les chevaux, ainsi que deux pièces d'or qu'il a toujours portées sur lui, mais il finit par dépenser seulement 100 $ pour les chevaux. Plus tard, Ross tente d'intervenir dans une confrontation dans un bar impliquant Chaney. Chaney le tue, vole sur son corps les 150 $ restants ainsi que les deux pièces d'or, et s'enfuit dans le territoire indien (aujourd'hui l'Oklahoma) sur son cheval.
Mattie apprend que Chaney a rejoint un gang de hors-la-loi dirigé par le tristement célèbre « Lucky » Ned Pepper et souhaite traquer le tueur. À son arrivée à Fort Smith, elle cherche le marshal adjoint le plus coriace du district. Cet homme s'avère être Reuben J. "Rooster" Cogburn, un homme vieillissant, borgne, en surpoids, qui a la gâchette facile et qui boit beaucoup. Mattie est convaincue qu'il a du cran et que sa réputation de violent fait de lui le candidat idéal pour ce poste.
Jouant sur le besoin d'argent de Cogburn, Mattie le persuade d'accepter le travail, insistant pour qu'elle l'accompagne dans le cadre du marché. Lors de leur préparation, un Texas Ranger nommé LaBoeuf apparaît. Il traque Chaney depuis quatre mois pour avoir tué un sénateur et son chien au Texas, et il espère le ramener au Texas mort ou vivant contre une récompense en espèces. Cogburn et LaBoeuf ne s'aiment pas, mais après quelques marchandages, ils acceptent d'unir leurs forces dans la chasse, réalisant qu'ils peuvent tous deux bénéficier des talents et des connaissances respectifs de l'autre. Une fois qu'ils parviennent à un accord, les deux hommes tentent de laisser Mattie derrière eux, mais elle se révèle plus tenace qu'ils ne l'avaient prévu. Ils tentent à plusieurs reprises de la perdre, mais elle persiste à les suivre et à mener à bien sa transaction avec le marshal Cogburn. Finalement, elle est attaquée par Cogburn et LaBoeuf, qui s'étaient cachés de sa vue, et LaBoeuf commence à fouetter Mattie avec une cravache. Mattie fait appel à Cogburn qui ordonne à LaBoeuf d'arrêter. À ce stade, Mattie est autorisée à rejoindre leur groupe.
Ensemble, mais avec des motivations très différentes, les trois se lancent dans la nature pour affronter le gang de Ned Pepper. Au fil du temps, ils développent une appréciation mutuelle.

## Adaptations cinématographiques et télévisuelles
En 1969, le livre a été adapté en scénario par Marguerite Roberts pour le western Cent Dollars pour un shérif réalisé par Henry Hathaway et mettant en vedette Kim Darby dans le rôle de Mattie Ross, Robert Duvall dans le rôle de « Lucky » Ned Pepper, Glen Campbell dans le rôle de LaBoeuf, Jeff Corey dans le rôle de Tom Chaney et John Wayne dans le rôle de Rooster Cogburn (un rôle qui a valu à John Wayne le prix du meilleur acteur aux Oscars).
Une suite au film, Rooster Cogburn, a été produite à partir d'un scénario original en 1975, avec John Wayne reprenant son rôle et Katharine Hepburn dans le rôle d'une vieille fille, Eula Goodnight, qui fait équipe avec lui. La suite n'a pas été bien accueillie et l'intrigue a été considérée comme une refonte inutile de l'intrigue de True Grit combinée avec des éléments de The African Queen.
Une suite réalisée pour la télévision a été diffusée en 1978, intitulée True Grit: A Further Adventure et mettant en vedette Warren Oates et Lisa Pelikan. Le téléfilm présente davantage d'aventures de Rooster Cogburn et Mattie Ross.
En 2010, Joel et Ethan Coen ont sorti une autre adaptation cinématographique du roman, également intitulée True Grit, avec l'actrice de treize ans Hailee Steinfeld dans le rôle de Mattie Ross, l'acteur vétéran Jeff Bridges dans le rôle de Rooster Cogburn, Matt Damon dans le rôle de LaBoeuf, Barry Pepper dans le rôle de Lucky Ned et Josh Brolin dans le rôle de Tom Chaney. Leur version, centrée sur le point de vue de Mattie, suit le roman de plus près que le film de 1969. Le film des frères Coen est tourné dans des décors plus typiques du roman (le film de 1969 a été tourné dans les Rocheuses du Colorado et la Sierra Nevada, tandis que le film de 2010 a été tourné à Santa Fe, au Nouveau-Mexique, ainsi qu'à Granger et Austin, au Texas).
En novembre 2010, The Overlook Press a publié une édition cinématographique de True Grit, avec une postface de Donna Tartt pour accompagner l'adaptation cinématographique de 2010.           

## Lectures complémentaires
- Kristin L. Matthews, « True Grit: A Radical Tale », Journal of American Culture, vol. 41, no 4,‎ 2018, p. 370–384 (DOI 10.1111/jacc.12959, S2CID 149589080)
- William Nauenberg, "True Grit by Charles Portis", The Objective Standard, Summer 2020.